# Fiménil
Fiménil (pronunciado /fimenil/) es una población y comuna francesa, en la región de Lorena, departamento de Vosgos, en el distrito de Épinal y cantón de Bruyères.

## Demografía
| 252 | 201 | 206 | 204 | 221 | 195 | 244 | 258 | 242 |
| Para los censos de 1962 a 1999 la población legal corresponde a la población sin duplicidades (Fuente: INSEE [Consultar]) |     |     |     |     |     |     |     |     |